# Kúvingafjall
Kúvingafjall és la quarta muntanya més alta de les illes Fèroe. Amb una altitud de 830 metres, és també la muntanya més alta de l'illa de Kunoy. El Kúvingafjall és un dels deu cims de les Fèroe que superen els 800 metres.
La muntanya està situada al centre-nord de l'illa. Al nord del Kúvingafjall hi ha el Teigafjall (825 m) i al sud-est el Middagsfjall (805 m). Només a l'illa de Kunoy, que és una de les sis illes del nord, hi ha sis dels deu pics de l'arxipèlag que superen els 800 metres; Kunoy és l'illa més muntanyosa de les divuit que conformen les Fèroe.